# أوتو لودفيغ
أوتو لودفيغ (بالألمانية: Otto Ludwig) (و. 1813 – 1865 م) هو كاتب، ومونتير، من ألمانيا، ولد في ايسفلد، توفي في درسدن، عن عمر يناهز 52 عاماً.

## وصلات خارجية
- أوتو لودفيغ على موقع IMDb (الإنجليزية)
- أوتو لودفيغ على موقع الموسوعة البريطانية (الإنجليزية)
- أوتو لودفيغ على موقع إن إن دي بي (الإنجليزية)
- أوتو لودفيغ على موقع كينوبويسك (الروسية)